# Meliosma donnellsmithii
Meliosma donnellsmithii är en tvåhjärtbladig växtart som beskrevs av Ignatz Urban. Meliosma donnellsmithii ingår i släktet Meliosma och familjen Sabiaceae. Inga underarter finns listade.